# Йозеф Йоганн Літтров
Йозеф Йоганн Літтров (нім. Joseph Johann von Littrow; 13 березня 1781 — 30 листопада 1840) — австрійський астроном.

## Життєпис
Народився у Бішофтайніці (Богемія). У 1799—1803 навчався в Карловому університеті в Празі. У 1806—1807 працював позаштатним астрономом Віденської обсерваторії, в 1807 був запрошений до Краківського університету, де протягом двох років очолював кафедру астрономії і обсерваторію. У 1809 переїхав до Росії. З 1810 — професор Казанського університету, в 1814 під його керівництвом була побудована невелика університетська обсерваторія. У 1816 повернувся до Австрії. Працював в обсерваторії в Офені, з 1819 до кінця життя — директор Віденської обсерваторії.
Наукові праці присвячені астрометрії та небесній механіці. Вів систематичні спостереження великих і малих планет, комет і метеорів. У Казані разом з ним спостерігали його учні М. І. Лобачевський і І. М. Симонов. Літтров був одним з найбільш різнобічних астрономів першої половини XIX ст. Написав курс «Теоретична і практична астрономія» (т. 1-3, 1821—1827). Був видатним популяризатором астрономії. Його твір «Таємниці неба» (1834—1836) — найкращий й найповніший для свого часу популярний виклад астрономії, неодноразово перевидавався. У 1902—1904 О. О. Іванов переклав «Таємниці неба» на російську мову (видано у 1904).
Член-кореспондент Петербурзької АН (1813).